# ICQ
ICQ (angleška kratica za I Seek You, slovensko 'Iščem te') je ime računalniškega programa za neposredno sporočanje (angleško Instant Messaging) oz. klepet (angleško chat). Enako se imenuje tudi pripadajoči omrežni protokol. Začelo se je leta 1996, ko je izraelsko podjetje Mirabilis objavilo prvo različico programa ICQ, ki ga je naslednje leto prevzelo podjetje America Online (AOL). Zaradi uspeha so jih mnogi posnemali. Najbolj znana programa sta Microsoft Messenger in Yahoo Messenger.